# Mikroregion Žatecko

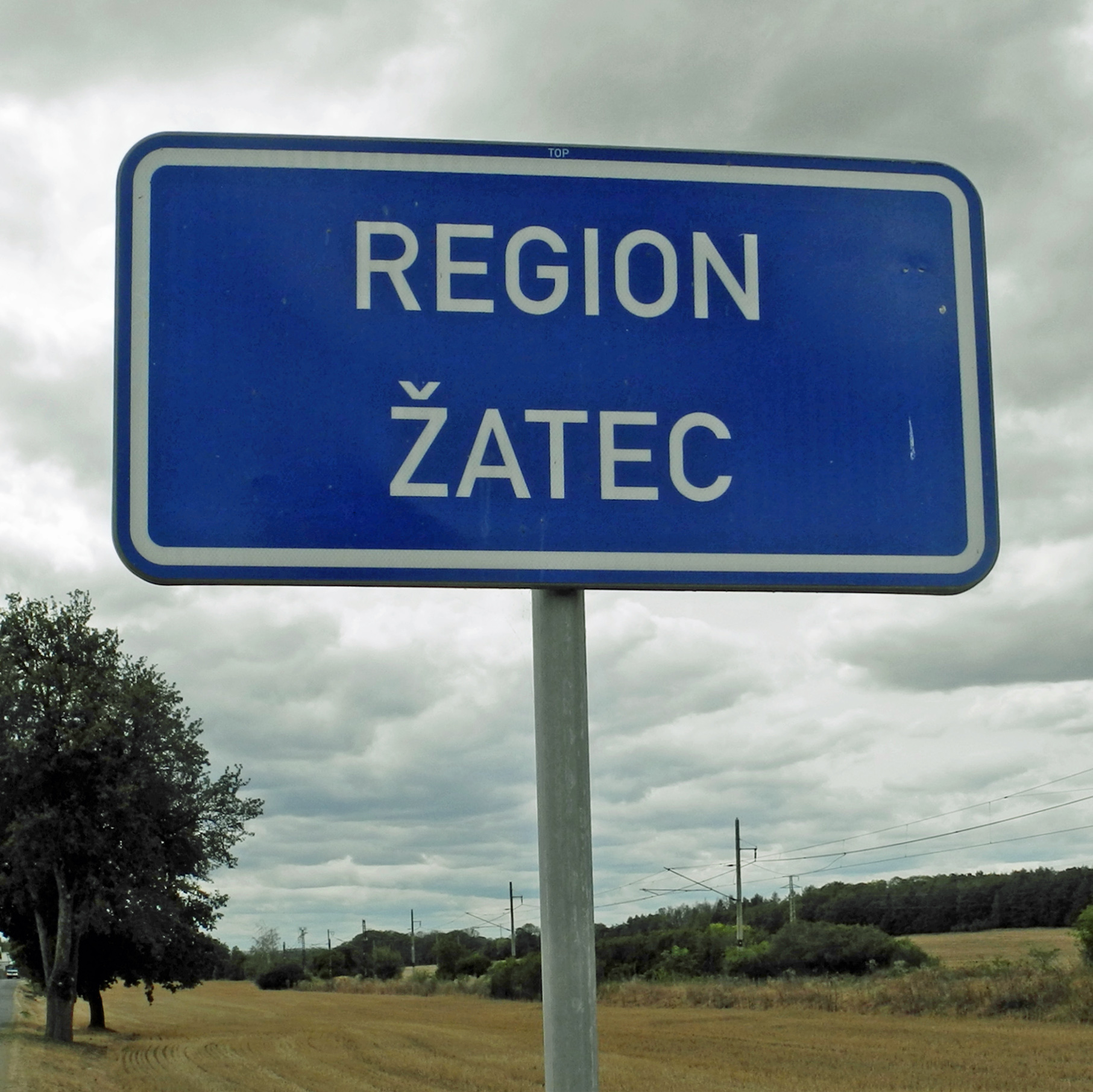
Straßenschild „Region Žatec“ an der Straße bei Lišany

Die Mikroregion Žatecko (Tschechien) ist ein freiwilliger Zusammenschluss von Gemeinden im Kreis Louny mit Sitz in Staňkovice, der im Februar 2000 ins Leben gerufen wurde.
Sein Ziel ist die wirtschaftliche Entwicklung und Verbesserung von Beschäftigung, Umweltschutz und die Koordination von Investitionsprojekten.
Gegenwärtig sind neben Staňkovice folgende 16 Gemeinden beteiligt:
- Bitozeves
- Blažim
- Čeradice
- Deštnice
- Holedeč
- Lenešice
- Liběšice
- Libočany
- Libořice
- Lišany
- Měcholupy
- Nové Sedlo
- Tuchořice
- Výškov
- Zálužice
- Žiželice

Die Region 24.306 Hektar groß und mit 7.200 Einwohnern befindet sich in einer mittleren Meereshöhe von 200 m im westlichen und südwestlichen Teil des Kreises Louny. Die namensgebende Stadt Žatec gehört nicht zur Mikroregion und die Gemeinde Libočany ist auch Mitglied der Mikroregion Nechranicko.
Die Region erstreckt sich ringförmig um die Stadt Žatec. Durch sie fließen die Eger mit den Zuflüssen Chomutovka, Hutná, Liboc und Blšanka. Im Mai 2004 wurde ein Partnervertrag mit der deutschen Stadt Jöhstadt geschlossen.
Die wichtigste Verkehrsverbindung ist die Fernstraße I/27 von Plzeň nach Most und im nördlichen Teil die Schnellstraße R7 von Praha nach Chomutov sowie die Eisenbahnlinien Plzeň–Žatec und Praha–Chomutov.
Zu den interessantesten Sehenswürdigkeiten der Region gehören der Naturpark Džbán, Schloss Libočany und Schloss Líčkov sowie die Kirche des Heiligen Wenzel in Nové Sedlo.